# Paul Barth (Komponist)
Paul Barth, auch Paul Barth-Planitz, (* 16. Mai 1897 in Planitz; † 3. Januar 1957 in Jocketa) war ein deutscher Komponist und Hochschullehrer.

## Leben
Er stammte aus der damals noch selbständigen Stadt Planitz bei Zwickau, wo er 1897 geboren wurde. Nach dem Schulbesuch ging Paul Barth auf das Lehrerseminar und erhielt eine Ausbildung als Volksschullehrer. Als solcher wurde er in seinem Geburtsort tätig, wo er zeitgleich auch den Männer- und den Frauenchor leitete. Aus politischen Gründen wurde er nach der „Machtergreifung“ der Nationalsozialisten als Lehrer nach Plauen versetzt.
Nach dem Zweiten Weltkrieg war er freischaffend als Komponist tätig. Er wurde 1949 Mitglied des künstlerischen Rates der Deutschen Volksbühne und 1953 Lektor an der Deutschen Hochschule für Körperkultur in Leipzig.

## Werk
Als Komponist schuf er mehrere Lieder im Chorsatz, zum Beispiel Mädchen- und Herbstlieder. Von Kurt Arnold Findeisen vertonte er dessen Werk Weihnachten bei den Spielzeugmachern (im Erzgebirge). Bekannt wurde u. a. auch sein 1947 entstandener Wanderer an den Tod (für eine Singstimme und Klavier).